# Josef Winkler (Theologe)
Josef Winkler (* 16. Januar 1826 in Vsetín; † 22. Oktober 1903 in Arriach) war ein österreichischer evangelisch-lutherischer Theologe. Er war von 1895 bis 1903 Superintendent der Evangelischen Superintendentur A. B. Wien. 

## Leben
Josef Winkler war der Sohn eines Tuchmachers. Er besuchte das Gymnasium in Teschen und das Lyzeum in Preßburg. Von 1845 bis 1848 studierte er an der k.k. Protestantisch-Theologischen Lehranstalt A.C. und H.C., der späteren Evangelisch-Theologischen Fakultät der Universität Wien. 1849 legte Winkler die Pfarramtsprüfung ab und wurde in Brünn ordiniert. Anschließend war er Vikar in seinem Geburtsort Vsetín und ab 1850 Vikar und Katechet in Hillersdorf.
Seine Tätigkeit als Gemeindepfarrer, die ihn bis zu seinem Tod in Anspruch nahm, führte Josef Winkler nach Kärnten. Zunächst war er ab 1853 Pfarrer in Feffernitz, dann ab 1859 Pfarrer in Arriach. Als Nachfolger von Karl Bauer wurde Winkler 1895 Superintendent der Evangelischen Superintendentur A. B. Wien, die damals unter anderem auch die evangelisch-lutherischen Pfarrgemeinden in Kärnten umfasste. Nach Winklers Tod wurde Carl Lichtenstettiner sein Nachfolger als Wiener Superintendent.

## Auszeichnungen und Ehrungen
- Ritterkreuz des Franz-Joseph-Ordens